# Trillions
Trillions è un singolo della cantautrice statunitense Alicia Keys, con la collaborazione del cantante statunitense Brent Faiyaz, pubblicato il 23 agosto 2022, dalla riedizione dal l'ottavo album in studio Keys II. Musicalmente è un rimaneggiamento del brano Best of Me, pubblicato nel 2021.

## Antefatti
Il 13 giugno 2022, nel corso del suo Alicia + Keys World Tour, Keys ha annunciato che il 12 agosto 2022 pubblicherà Keys II, un'edizione deluxe del suo ottavo album in studio Keys del 2021.

## Descrizione
Il brano dalle sonorità R&B, è stato realizzato rielaborando musicalmente e testualmente il precedente singolo estratto dall'album, Best of Me. La canzone segna la seconda collaborazione tra Keys e Faiyaz, dato che Keys è stata inserita per la prima nella canzone Ghetto Gatsby contenuta nel suo album Wasteland di Faiyaz, pubblicato nel 2022.

## Accoglienza
Jordan Farville di The Fader ha scritto che nella canzone «Keys è più che felice di nuotare nella sua zuppa incasinata di canzonette» e ha aggiunto che la canzone «potrebbe facilmente essere una b-side del nuovo album di Faiyaz». Secondo Christina Le Sirena del sito web Artist Unlocked, la canzone contiene un testo «edificante e incoraggiante», mentre «la parte di Faiyaz nella canzone non fa altro che aggiungere più vita alla già fruttuosa canzone».

## Video musicale
Il video, diretto da Bobby Banks e Ramon Rivas, è stato reso disponibile il 12 agosto 2022 attraverso il canale YouTube della cantante.

## Tracce
Download digitale
Testi e musiche di Alicia Keys, Abraham Orellana, Christopher Wood, Brent Faiyaz e Jordan Ware.
.
1. Trillion (feat. Brent Faiyaz) – 2:53